# مارگارت بوت
مارگارت بوت (انگلیسی: Margaret Booth؛ ۱۶ ژانویهٔ ۱۸۹۸ – ۲۸ اکتبر ۲۰۰۲) یک تهیه‌کننده، و تدوین‌گر اهل ایالات متحده آمریکا بود.
بوت حرفه تدوین را به عنوان نگاتیوبُر با کار برای دی. دابلیو. گریفیث در سال ۱۹۱۵ آغاز کرد و تا سال ۱۹۸۲، که سرپرستی و تدوین فیلم آنی ساخته جان هیوستون را بر عهده داشت، به فعالیتش ادامه داد.
وی همچنین برنده جوایزی همچون جایزه اسکار افتخاری شده‌است.